# 天主教伊瓦拉教區
天主教伊瓦拉教區（拉丁語：Dioecesis Ibarrensis）是厄瓜多爾一個羅馬天主教教區，屬基多總教區。
教區於1862年12月19日成立，位於因巴布拉省；2006年時有教友324,700人（佔轄區總人口95.5%）、六十一個堂區和九十七名司鐸。現任教區主教為色貢多·勒內·科巴-加拉爾薩，榮休主教為儒略·塞薩爾·特蘭-杜塔里和懷德·達里奧·馬希。